# Trachichthys
Trachichthys is een geslacht van straalvinnige vissen uit de familie van zaagbuikvissen (Trachichthyidae).